# Piove (Ciao, ciao bambina)
Piove (Ciao, ciao bambina) – utwór włoskiego wokalisty Domenico Modugno, napisany przez Dino Verde'a i Williama Galassiniego, nagrany i wydany w 1959 roku i wydany na albumie Domenico Modugno z tego samego roku. W nagraniu utworu towarzyszyła wokaliście orkiestra pod dyrygenturą Galassiniego oraz Mario Migliardi, który zagrał na organach Hammonda.
Singiel wygrał 9. Festiwal Piosenki Włoskiej w San Remo organizowany w San Remo, po czym reprezentował Włochy podczas 4. Konkursu Piosenki Eurowizji w tym samym roku.
Podczas konkursu, który odbył się 11 marca 1959 roku, utwór został wykonany jako trzeci w kolejności i ostatecznie zdobył 9 punktów, plasując się na szóstym miejscu finałowej klasyfikacji razem z propozycją „Hou toch van mij” Boba Benny'ego reprezentującego Belgię. Dyrygentem orkiestry podczas występu Modugno był Galassini.
Oprócz włoskojęzycznej wersji singla, wokalista nagrał piosenkę w języku niemieckim, hiszpańskim i włosko-angielskim. Na stronie B winylowego wydania utworu znalazła się piosenka „Farfalle”.